# آماندین هسه
 آماندین هسه (فرانسوی: Amandine Hesse‎؛ زادهٔ ۱۶ ژانویهٔ ۱۹۹۳) یک تنیس‌باز اهل فرانسه است. 